# U-30 (1936)
U-30 — средняя немецкая подводная лодка типа VIIA времён Второй мировой войны. Заказ на постройку был отдан 1 апреля 1935 года в нарушение Версальского договора, запрещавшего строительство и использование любых подводных лодок флотом Германии. Заказ был частью программы перевооружения военного флота Германии также известной как План «Z». Лодка была заложена на верфи судостроительной компании «АГ Везер» в Бремене 24 января 1936 год под заводским номером 911. Спущена на воду 4 августа 1936 года. 8 октября 1936 года принята на вооружение и под командованием капитан-лейтенанта Ганса Кохауза (нем. Kapitänleutnant Hans Cohausz) вошла в состав 2-й флотилии «Зальцведель».

## История

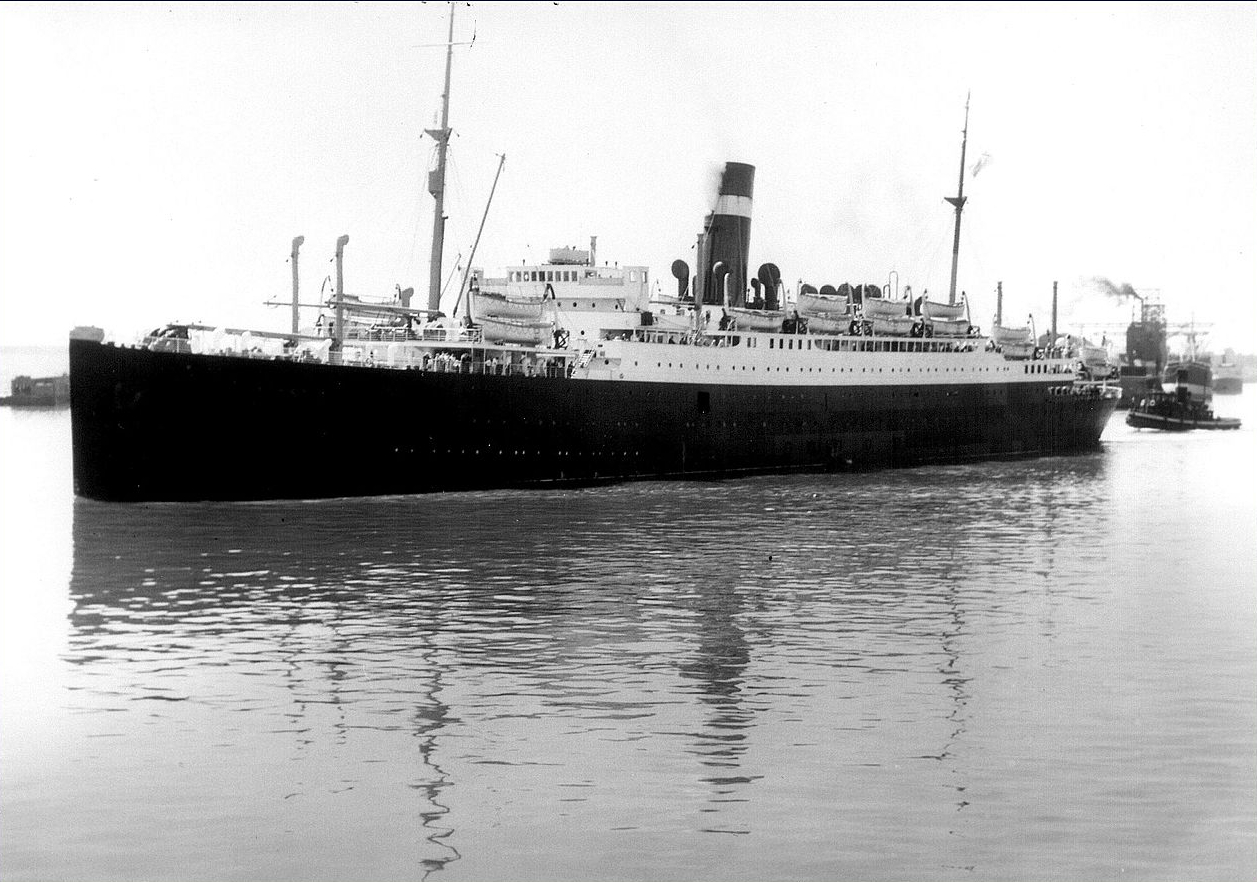
Атения

Именно эта лодка потопила лайнер SS Athenia — первое судно, потопленное в ходе Второй мировой войны. Инцидент произошёл 3 сентября 1939 года, спустя 8 часов после начала войны между Германией и Великобританией. В результате торпедной атаки, предпринятой капитаном лодки Фрицем-Юлиусом Лемпом, из 1400 пассажиров судна погибли 128 (по другим данным, 112 или 118) человек, из них 69 женщин и 16 детей. Никаких мер по спасению тонущих с немецкой стороны предпринято не было, что противоречило международным конвенциям. Потопление SS Athenia вызвало всплеск возмущения во всём мире.
Великобритания сразу же возложила вину в происшествии на Германию, однако Германия в ответ заявила о том, что англичане сами взорвали свой корабль с целью втягивания в войну США (среди погибших было 28 граждан этой страны).
Чтобы успокоить любую американскую реакцию, 16 сентября 1939 года германский министр иностранных дел Иоахим фон Риббентроп встретился с Эрихом Редером и американским военным атташе. Во время встречи Редер заверил атташе, что он получил отчеты от всех лодок, находившихся в море, и «в результате было точно установлено что SS Athenia не была потоплена немецкой подводной лодкой». После этого Редер попросил атташе проинформировать американское правительство о данной ситуации.
После того как 27 сентября U-30 вернулась в док, адмирал Карл Дёниц встретил Лемпа, когда тот спускался на берег. Позднее Дёниц сказал, что Лемп выглядел «очень несчастным» и сказал адмиралу, что фактически это именно он ответственен за гибель SS Athenia. Лемп по ошибке принял её за вспомогательный крейсер, который, по его утверждению, шел зигзагом. Сразу после этого Дёниц получил указание, что всё, что касается SS Athenia, должно держаться в «строжайшем секрете». Лемп не был осужден Верховным военно-морским командованием (OKM), так как было решено, что он действовал из лучших побуждений и все необходимые объяснения уже были даны OKM. Чтобы сохранить в тайне истину, Дёниц приказал исправить корабельный журнал U-30 и полностью убрать любые улики.
О действительной картине событий стало известно лишь в ходе Нюрнбергского процесса. Однако выяснить, было или нет потопление SS Athenia вызвано ошибкой, не представляется возможным, так как сам Юлиус Лемп погиб 9 мая 1941 года при захвате англичанами его подводной лодки U-110 (при этом в руки англичан впервые попала шифровальная машина «Энигма»).
Лодка совершила 7 боевых походов, в которых потопила 17 судов (85 451 брт) и повредила 2 судна (36 742 брт), в том числе британский линкор «Бархэм» (англ. HMS Barham). По другим данным, совершила 8 боевых походов, в которых потопила 16 судов (86 165 брт) и повредила 3 судна, включая линкор «Бархэм».

### 1-й поход и потоплениеSS Athenia
22 августа 1939 года, непосредственно перед началом Второй мировой войны, U-30 вышла в море.
3 сентября 1939 года, всего через 12 дней после того, как она покинула Вильгельмсхафен и всего 10 часов спустя после объявления Великобританией войны Германии, началась её активная боевая карьера. Она потопила 13 581-тонное пассажирское судно SS Athenia, на расстоянии примерно в 200 миль (320 км) к западу от Гебрид во время следования последнего из Ливерпуля в Монреаль в Канаде. После этого U-30 потопила еще два судна — грузовые SS Blairlogie и SS Fanad Head.

### 2-й поход
В результате расследования потопления SS Athenia, предпринятого немецким генштабом, U-30 оставалась в порту до 9 декабря 1939 года, когда ей наконец позволили выйти во второй поход. Он продлился всего шесть дней, во время которого она прошла до южного побережья Норвегии (нейтральной на тот момент) и вернулась в Вильгельмсхафен 14 декабря 1939 года. В ходе этого путешествия U-30 не встретила судов противника, что привело к тому, что в порт она вернулась ни с чем.

### 3-й поход
Третий поход U-30 был значительно более успешным. Выйдя из Вильгельмсхафена 23 декабря 1939 года, лодка проследовала в Северное море, после чего начала плавание вдоль берегов Британских островов и южного побережья Ирландии. 28 декабря 1939 года возле западного побережья Шотландии, в 35 морских милях (65 км) к северо-западу от Butt of Lewis, лодка открыла счет своего третьего похода, потопив артиллерией противолодочный траулер HMT Barbara Robertson (325 т). В тот же день она выпустила торпеду по гораздо большей цели — британскому линкору HMS Barham, повредив его и убив четверых членов экипажа. Следующие три британских жертвы U-30 подорвались на установленных ею минах: танкер SS El Oso (7267 т), затонувший 11 января в 6 морских милях (11 км) к западу от маяка Мерси; пассажирское судно SS Gracia, (5642 т), повреждённое 16 января в Ирландском море в 5 морских милях (9,3 км) к юго-западу от маяка Бэр и вынужденное выброситься на берег (впоследствии отремонтировано и возвращено в строй); грузовое судно SS Cairnross (5494 т), затонувшее 17 января в заливе Ливерпуль в районе 53°32′ с. ш. 3°27′ з. д.. Тем временем 17 января 1939 года U-30 вернулась в свой порт в Вильгельмсхафен.

### 4-й поход
11 марта 1940 года U-30 начала четвёртый поход, покинув Вильгельмсхафен и направившись к западному побережью Норвегии, готовясь к вторжению в эту страну. В течение 20 дней она прошла на северо-восток вдоль всего побережья Норвегии в поисках союзных конвоев, однако так и не нашла ни одного до своего возвращения в Вильгельмсхафен 30 марта 1940 года.

### 5-й поход
Как и четвёртый, пятый поход U-30 так же окончила безуспешно. 3 апреля 1940 года субмарина отправилась в море для поддержки вторжения в Норвегию и Данию (под кодовым названием Операция «Везерюбунг»). За 32 дня она прошла вдоль западного побережья Норвегии. После этого U-30 повернула на юго-запад к Шотландии, для перехвата британских военных судов, направляющихся на север на защиту Норвегии. Однако, как и в прошлый раз, лодка не смогла найти ни одного судна и вернулась в Вильгельмсхафен, прибыв туда 4 мая.

### 6-й поход
Шестой поход, наконец, принес U-30 некоторый успех и она закончила полосу неудач, преследовавшую её с третьего похода. Выйдя 8 июня 1940 года из Вильгельмсхафен, субмарина снова вошла в Северное море в поисках кораблей союзников. В течение 32 дней лодка барражировала вокруг Британских островов и потопила пять кораблей противника в Бискайском заливе. Первым 20 июня 1940 года было атаковано и потоплено британское грузовое судно SS Otterpool (4876 т). Двумя днями позже было потоплено норвежское грузовое судно MV Randsfjord (3999 т). 28 июня было торпедировано британское грузовое судно SS Llanarth (5053 т). 1 июля за ним последовало британское грузовое судно MV Beignon (5218 т) и 6 июля египетское грузовое судно SS Angele Mabro (3154 т). После этих атак U-30 направилась обратно в порт. Однако вместо возвращения в Вильгельмсхафен субмарина была направлена в Лорьян во Франции, оккупированный после захвата Франции. Благодаря этому она стала первой немецкой подводной лодкой, вошедшей в данный порт.

### Последующие походы и отставка
13 июля 1940 года U-30 начала свой первый поход из Лорьяна и седьмой в общем счете. За 12 дней дошла на юг до Португалии, где 21 июля потопила британское грузовое судно SS Ellaroy (712 брт). Тремя днями позже, 24 июля, U-30 в связи с поломкой одного из двигателей вернулась в Лорьян,
После этого обнаружилось, что на субмарине наличествуют множественные механические проблемы, и в результате было принято решение использовать лодку в более щадящем режиме. В следующий поход была решено выпустить лодку из Лорьяна, но возвращаться уже в Германию.
Восьмой и последний поход U-30 начала 5 августа 1940 года, и, выйдя из Лорьяна, направилась в Северную Атлантику. за 26 дней субмарина прошла к северу от Британских островов через Северное море и вошла в порт немецкого города Киль 30 августа 1940 года. За это время она потопила (9 августа) шведское грузовое судно SS Canton (5779 т) и 16 августа британское паровое грузовое судно SS Clan Macphee (6628 т). Обе атаки произошли возле западного побережья нейтральной Ирландии.
Однако после этих успехов вновь появились проблемы с двигателем, и U-30 была вынуждена завершить поход досрочно, вернувшись в Германию. Еще до того, как они прибыли, Лемп узнал, что его наградили Железным крестом за предыдущие походы.
По окончании восьмого похода U-30 была снята с активной службы и 15 сентября 1940 года передана в учебную флотилию на Балтике, где и оставалась до конца войны.
После выхода U-30 в отставку многие опытные члены экипажа, включая Лемпа, были переведены на U-110. В последние месяцы войны лодка использовалась как плавучая батарея, а затем, 4 мая 1945 года, была затоплена экипажем возле города Фленсбург в заливе Купфермюле для предотвращения сдачи союзникам в соответствии с Операцией «Регенбоген». Останки лодки были подняты и разрезаны на металл в 1948 году.

## Флотилии
- 8 октября 1936 года — 30 ноября 1940 года — 2-я флотилия
- 1 декабря 1940 года — 30 ноября 1943 года — 24-я флотилия (учебная)
- 1 декабря 1943 года — 12 января 1945 года — 22-я флотилия (учебная)

## Командиры

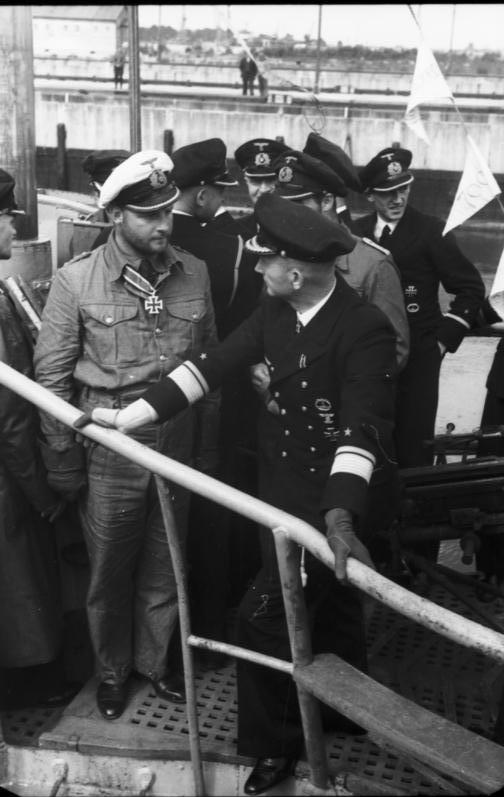
Лемп и Дёниц на U-30

- октябрь 1936 — 31 октября 1938 — капитан-лейтенант Ханс Кохаус (нем. Hans Cohausz);
- 15 февраля 1938 — 17 августа 1938 — Ханс Паукштадт (нем. Hans Pauckstadt);
- ноябрь 1938 — сентябрь 1940 — капитан-лейтенант Фриц-Юлиус Лемп (нем. Fritz-Julius Lemp);
- сентябрь 1940 — 31 марта 1941 — Роберт Прюцман (нем. Robert Prützmann);
- 1 апреля 1941 — апрель 1941 — обер-лейтенант Пауль-Карл Лёзер (нем. Paul-Karl Loeser);
- апрель 1941 — 22 апреля 1941 — обер-лейтенант Хубертус Пуркхольд (нем. Hubertus Purkhold);
- 23 апреля 1941 — 9 марта 1942 — обер-лейтенант Курт Баберг (нем. Kurt Baberg);
- 10 марта 1942 — 4 октября 1942 — обер-лейтенант Герман Бауэр (нем. Hermann Bauer);
- 5 октября 1942 — 16 декабря 1942 — лейтенант Франц Саар (нем. Franz Saar);
- май 1943 — 1 декабря 1943 — обер-лейтенант Эрнст Фишер (нем. Ernst Fischer);
- 2 декабря 1943 — 14 декабря 1944 — обер-лейтенант Людвиг Фабрициус (нем. Ludwig Fabricius);
- 17 января 1945 — 23 января 1945 — обер-лейтенант Гюнтер Шиммель (нем. Günther Schimmel).

## Потопленные и повреждённые суда
| Название              | Тип                 | Принадлежность | Дата             | Тоннаж (БРТ) | Груз | Судьба                        | Место                     |
| Athenia               | пассажирский лайнер | Великобритания | 3 сентября 1939  | 13 581       | генеральный груз, 1103 пассажира                                                                         | потоплен                      | 56°44′ с. ш. 14°05′ з. д. |
| Blairlogie            | грузовое судно      | Великобритания | 11 сентября 1939 | 4 425        | чугунный лом, сталь                                                                                      | потоплен                      | 54°58′ с. ш. 15°14′ з. д. |
| Fanad Head            | грузовое судно      | Великобритания | 14 сентября 1939 | 5 200        | генеральный груз, злаки                                                                                  | потоплен                      | 56°43′ с. ш. 15°21′ з. д. |
| HMS Barbara Robertson | вооружённый траулер | Великобритания | 28 декабря 1939  | 325          | | потоплен                      | 58°54′ с. ш. 6°30′ з. д.  |
| HMS Barham (04)       | линейный корабль    | Великобритания | 28 декабря 1939  | 31 100       | | поврежден                     | 58°47′ с. ш. 8°05′ з. д.  |
| El Oso                | танкер              | Великобритания | 11 января 1940   | 7 267        | 9238 тонн сырой нефти, 511 тонн газового бензина                                                         | подорвался на мине, затонул   | 53°32′ с. ш. 3°25′ з. д.  |
| Gracia                | грузовое судно      | Великобритания | 16 января 1940   | 5 642        | 844 тонны генерального груза                                                                             | подорвался на мине, поврежден | 53°32′ с. ш. 3°25′ з. д.  |
| Cairnross             | грузовое судно      | Великобритания | 17 января 1940   | 5 494        | генеральный груз, состоящий из угля и глины                                                              | подорвался на мине, затонул   | 53°32′ с. ш. 3°27′ з. д.  |
| Munster               | пассажирский лайнер | Великобритания | 7 февраля 1940   | 4 305        | генеральный груз, состоящий из яиц, домашней птицы, катушек с нитями и текстильной продукции             | подорвался на мине, затонул   | 53°36′ с. ш. 3°24′ з. д.  |
| Chagres               | грузовое судно      | Великобритания | 9 февраля 1940   | 5 406        | 1500 тонн бананов                                                                                        | подорвался на мине, затонул   | 53°32′ с. ш. 3°25′ з. д.  |
| Counsellor            | грузовое судно      | Великобритания | 8 марта 1940     | 5 068        | генеральный груз, состоящий из хлопка                                                                    | подорвался на мине, затонул   | 53°38′ с. ш. 3°23′ з. д.  |
| Otterpool             | грузовое судно      | Великобритания | 20 июня 1940     | 4 876        | 8180 тонн железной руды                                                                                  | потоплен                      | 48°45′ с. ш. 8°13′ з. д.  |
| Randsfjord            | грузовое судно      | Норвегия       | 22 июня 1940     | 3 999        | 6746 тонн генерального груза, 76 тонн боеприпасов, 33 самолёта                                           | потоплен                      | 50°17′ с. ш. 8°48′ з. д.  |
| Llanarth              | грузовое судно      | Великобритания | 28 июня 1940     | 5 053        | 7980 тонн муки                                                                                           | потоплен                      | 47°30′ с. ш. 10°30′ з. д. |
| Beignon               | грузовое судно      | Великобритания | 1 июля 1940      | 5 218        | 8816 тонн пшеницы                                                                                        | потоплен                      | 47°20′ с. ш. 10°30′ з. д. |
| Angele Mabro          | грузовое судно      | Египет         | 6 июля 1940      | 3 154        | железная руда                                                                                            | потоплен                      | квадрат BF 4651           |
| Ellaroy               | грузовое судно      | Великобритания | 21 июля 1940     | 712          | 800 тонн пропсы                                                                                          | потоплен                      | 42°30′ с. ш. 12°36′ з. д. |
| Canton                | грузовое судно      | Швеция         | 9 августа 1940   | 5 779        | 3000 тонн железных болванок, 2700 тонн льняных семян, 1034 тонн мешковины, 1152 тонны генерального груза | потоплен                      | 55°04′ с. ш. 11°21′ з. д. |
| Clan Macphee          | грузовое судно      | Великобритания | 16 августа 1940  | 6 628        | 6700 тонн генерального груза                                                                             | потоплен                      | 57°30′ с. ш. 17°14′ з. д. |